# 甘露镇 (共青城市)
甘露镇，是中华人民共和国江西省九江市共青城市下辖的一个乡镇级行政单位。

## 行政区划
甘露镇下辖以下地区：
双桂社区、甘露村、前山村、双塘村、双桥村、坪塘村、燕坊村、甘露镇林场生活区和甘露镇园林场生活区。